# Rostovcev
Rostovcev je priimek več oseb:
- Mihail Vasiljevič Rostovcev, sovjetski general
- Pavel Rostovcev, ruski biatlonec